# Quédillac
Quédillac is een gemeente in het Franse departement Ille-et-Vilaine (regio Bretagne). De plaats maakt deel uit van het arrondissement Rennes. Quédillac telde op 1 januari 2022 1.272 inwoners.
In de gemeente ligt de spoorweghalte  Quédillac.

## Geografie
De oppervlakte van Quédillac bedroeg op 1 januari 2022 26,54 vierkante kilometer; de bevolkingsdichtheid was toen 47,9 inwoners per km².

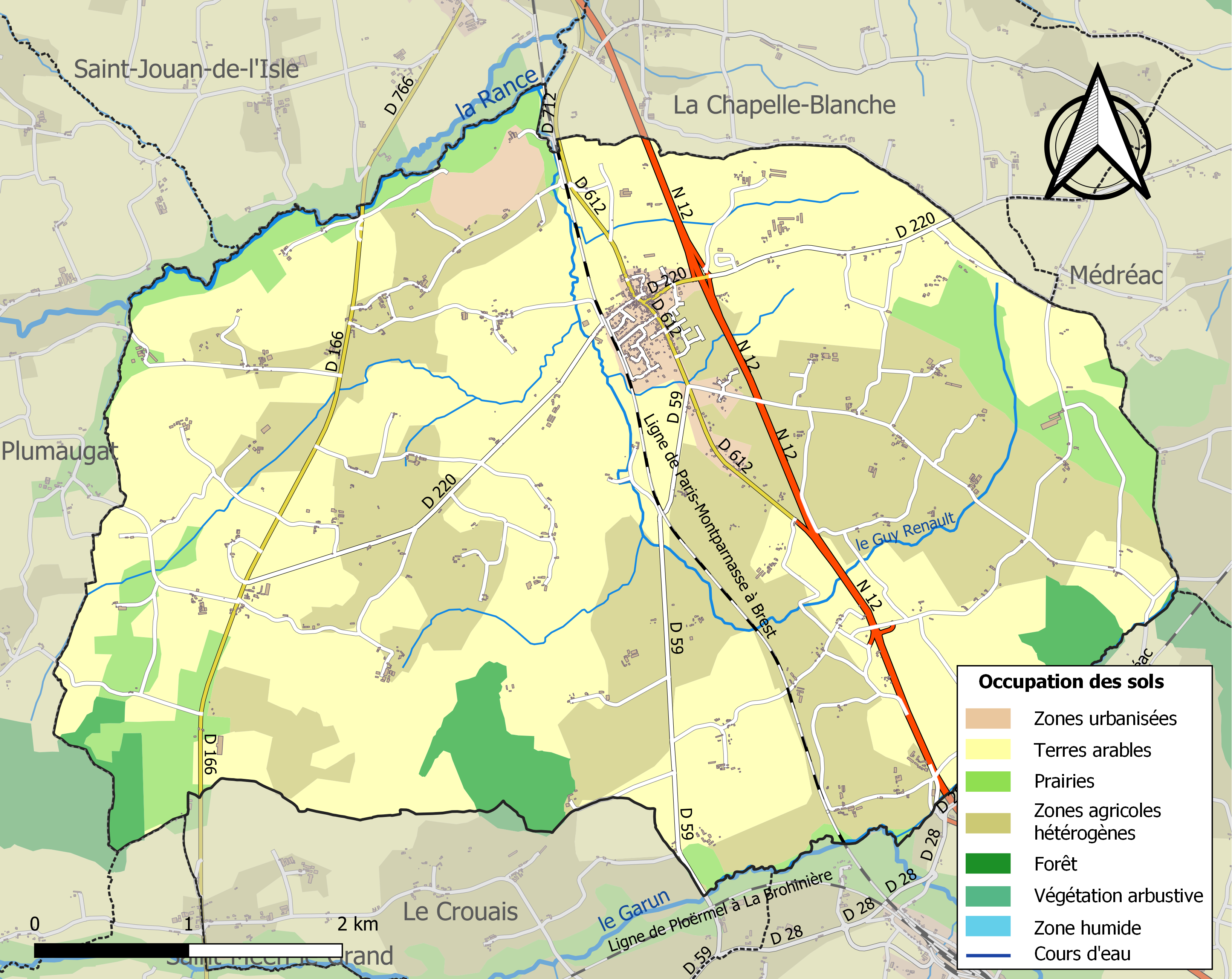
Kaart van de gemeente met belangrijkste infrastructuur, bodemgebruik en omliggende gemeenten

## Demografie
Onderstaande figuur toont het verloop van het inwonertal, bron: INSEE-tellingen. 